# Sauer 38H
De Sauer 38H of ook vaak H was een klein semiautomatisch pistool dat gemaakt werd in nazi-Duitsland van 1938 tot net na de Tweede Wereldoorlog door J.P. Sauer & Sohn dat toen gevestigd was in Suhl, Duitsland de 'H' in het modelnummer staat voor hahn dat verwijst naar de interne hamer van het vuurmechanisme.
Sauer ontwikkelde de model 38H van hun eerdere semi-automatische pistolen. Het was noodzakelijk om te concurreren met bedrijven zoals Mauser en Walther op de commerciële markt. Echter, met het uitbreken van de oorlog gingen de meeste pistolen naar verschillende Duitse politiebureaus. Deze pistolen werden gestempeld door die agentschappen en sommige zijn nog steeds te vinden met de holster en het extra tijdschrift waarmee ze werden verspreid. Sauer 38H-pistolen die aan nazibeambten worden aangeboden, bevatten vaak aangepaste gravering, ivoorkleurige grepen en vaak ook gouden inleg. In september 2004 verkocht de Rock Island Auction Company bijvoorbeeld een Sauer 38H, serienummer 363573, die toebehoorde aan Sepp Dietrich voor $ 43.125,00.
De Sauer 38H werd geproduceerd in drie basismodellen. Over het algemeen zegt de dia van het eerste model "JP Sauer und Sohn" aan de linkerkant. De tweede versie zegt alleen "CAL 7.65" en de derde versie laat de veiligheid en de span/ontkoppelingshendel weg. Tegen het einde van de oorlog werden geproduceerde wapens vereenvoudigd voor snellere, goedkopere productie. Voor de 38H betekende dit eenvoudiger markeringen, een ruwe afwerking en het verwijderen van functies zoals de op een dia gemonteerde veiligheid. Veel zeldzamer, sommige late productievoorbeelden behielden de veiligheid, maar lieten de span/ontkoppelingshendel weg. Zogenaamde 'late oorlogs'-modellen waren echter nog steeds volledig functioneel. De laatste voorbeelden, geproduceerd tot april 1945 toen de fabriek werd overspoeld door de geallieerden, bevatten niet-overeenkomende serienummers en slechte pasvorm en afwerking.
Het concept van de Sauer 38H blijft bestaan in de SIG Sauer P232 en zijn voorganger, de P230, die ook een vaste loop, ontkoppelingshendel en vergelijkbaar intern ontwerp hebben. Als een bewijs van hun mooie ontwerp worden veel Sauer 38H's tegenwoordig regelmatig gebruikt door eigenaars, zij het meestal met vervangingsgrepen.
De "H" in het modelnummer geeft aan dat dit pistool een gehulde hamer gebruikt in tegenstelling tot het schieten met spitse stijl van eerdere Sauer-modellen. Andere kenmerken waren een traditionele trekker met dubbele actie, een magazijn met één kolom en een actieveer rondom een vaste loop.
Een revolutionair kenmerk was het gebruik van een hendel die ofwel gespannen of gedaald (de hamer liet vallen) veilig. Dit is het eerste en enige pistool dat dit type apparaat ooit heeft (bevindt zich aan de linkerkant onder de schuif, net voor de greep). De hamer op de Sauer 38H kan op elk moment worden neergelaten voor veilig transport. De aanspanning was noodzakelijk vanwege de gehulde hamer en het ontkoppelmechanisme was een veiligheidsvoorziening. Een holle ruimte op de trekker gaf aan of de verborgen hamer gespannen was; als het volledig was blootgesteld, werd de hamer neergelaten. Een kleine pin steekt uit aan de achterkant van de schuif als indicator voor een geladen kamer.
Een andere geavanceerde functie voor zijn tijd was de veiligheid van het magazijn, een apparaat dat de trekker deactiveert wanneer het magazijn uit het pistool wordt verwijderd. Bijna alle moderne pistolen van SIG Sauer hebben tegenwoordig een ontkoppelingshendel, inclusief de zeer succesvolle SIG Sauer P226-familie. De meeste moderne SIG Sauer-pistolen hebben bedieningsknoppen op bijna dezelfde plaats als op de Sauer 38H, maar omdat deze moderne ontwerpen blootgestelde hamers hebben, wordt de aanspanning uitgesloten van de hendel. De Heckler & Koch P9 maakt ook gebruik van een span/ontkoppelingshendel op basis van de Sauer 38H.
De handgrepen van het pistool waren gemaakt van bakeliet. Leeftijd resulteert vaak in het kraken en afbrokkelen van de handvatten van overlevende voorbeelden. Alle originele handvatten hadden het opschrift "SUS", dat op "Sauer und Sohn" stond en aan dezelfde kant van het pistool als de uitgave van het magazijn, hoewel veel reproductiegrepen dit logo hebben gekopieerd. Het is ongebruikelijk dat een hedendaags voorbeeld originele, onbeschadigde handgrepen bevat.
De Sauer 38H werd voornamelijk geproduceerd voor de .32 ACP-patroon, maar enkele zeldzame voorbeelden werden ook gemaakt in .380 ACP en .22 LR. Het model 38H werd gebruikt door Duitse strijdkrachten zoals de Luftwaffe, evenals politiediensten in aantallen die bijna gelijk waren aan de Walther PPK. De Sauer 38H is geproduceerd voor leger, politie en de commerciële markt.